# Rhabdomyia kistnerorum
Rhabdomyia kistnerorum är en tvåvingeart som beskrevs av Ronald Henry Lambert Disney 1989. Rhabdomyia kistnerorum ingår i släktet Rhabdomyia och familjen puckelflugor. Inga underarter finns listade i Catalogue of Life.